# Minaret
Een minaret is een toren die aan of bij een moskee staat. De vorm is doorgaans rond of vierhoekig afhankelijk van regio of cultuur. Vaak is het een hoge slanke toren, in ieder geval hoger dan de rest van het gebouw. Een minaret is een architectonische aanvulling op een moskee, het is geen religieuze vereiste. Bij een kleine moskee volstaat één minaret, terwijl een grote vier of zelfs zes minaretten kan hebben.
Een minaret wordt voornamelijk gebruikt door de muezzin (gebedsoproeper) die met de azan (oproep tot het gebed) de gelovigen vijfmaal per dag oproept tot het gebed.
Tegenwoordig gebeurt de oproep bijna altijd met luidsprekers, terwijl de muezzin binnen de moskee blijft. Heel zelden wordt een bandrecorder gebruikt.

## Soorten minaretten

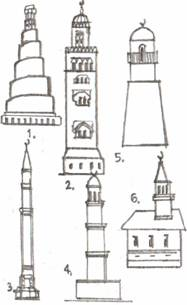
Verschillende types van minaretten. 1. Irak 2. Marokko 3. Turkije 4. India, 5. Egypte 6. Azië.

Minaretten hebben een grote verscheidenheid in grootte, vorm, materiaal en detail. Toch kan men stellen dat bijvoorbeeld de Turkse moskee-architectuur vaak ronde minaretten kent en de Maghrebijnse (Noord-Afrika) doorgaans vierkante. Dit heeft bijvoorbeeld de vorm bepaald van veel minaretten van de moskeeën in het voormalige Al-Andalus (Spanje en Portugal). De minaretten daarentegen uit het oude Perzië (het huidige Iran) zijn vaak wat spitser van vorm.
Naast bouwtradities zullen constructieve overwegingen zeker een rol hebben gespeeld. Ongeacht zijn vorm heeft een minaret een of meerdere rondgangen en een wenteltrap. De Giralda, een oorspronkelijke minaret van de voormalige moskee in het Spaanse Sevilla, heeft zelfs hellingbanen en tussenbordessen zodat de muezzin per paard of ezel naar boven kon.

### Bekroning
Minaretten worden vaak bekroond door een versiersel in de vorm van een of meer bollen met daarboven een maansikkel. Op Marokkaanse minaretten staat deze maansikkel onder een hoek, op Turkse (Ottomaanse) minaretten staat de maansikkel ('alem') met de punten opwaarts gericht en de Perzische minaretten hebben er geen.

## Minarettenverbod
In Zwitserland geldt sinds een referendum in 2009 een grondwettelijk verbod op het bouwen van minaretten. Dit referendum was zeer controversieel en lokte zowel in Zwitserland als in het buitenland uiteenlopende reacties uit. Zwitserland telde op het moment van het referendum vier minaretten. De vier minaretten bevinden zich in Genève, Zürich, Winterhur en Wangen bei Olten.

## Foto's

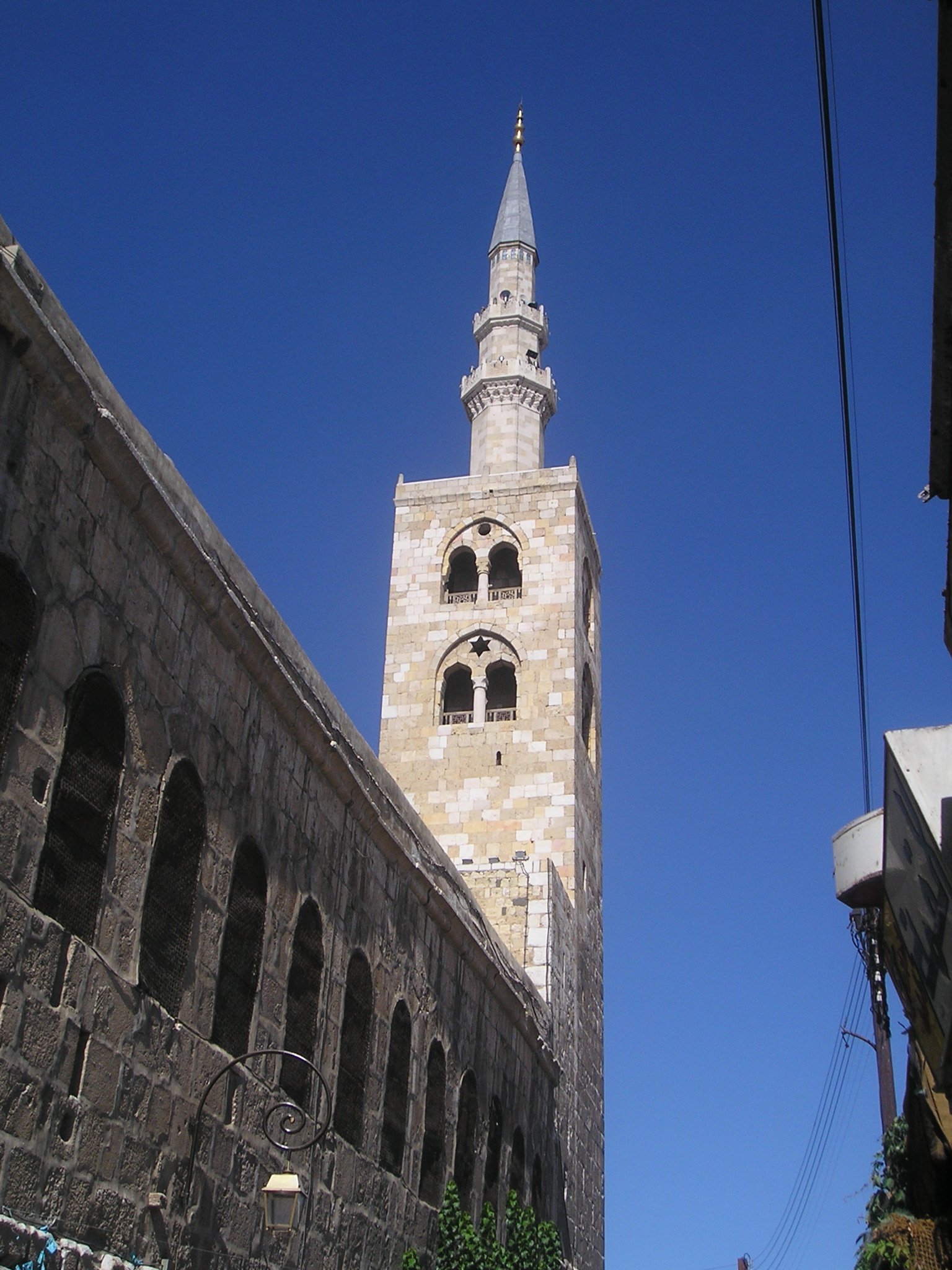
Jezus-minaret in de Omajjadenmoskee in Damascus uit de 7e eeuw.
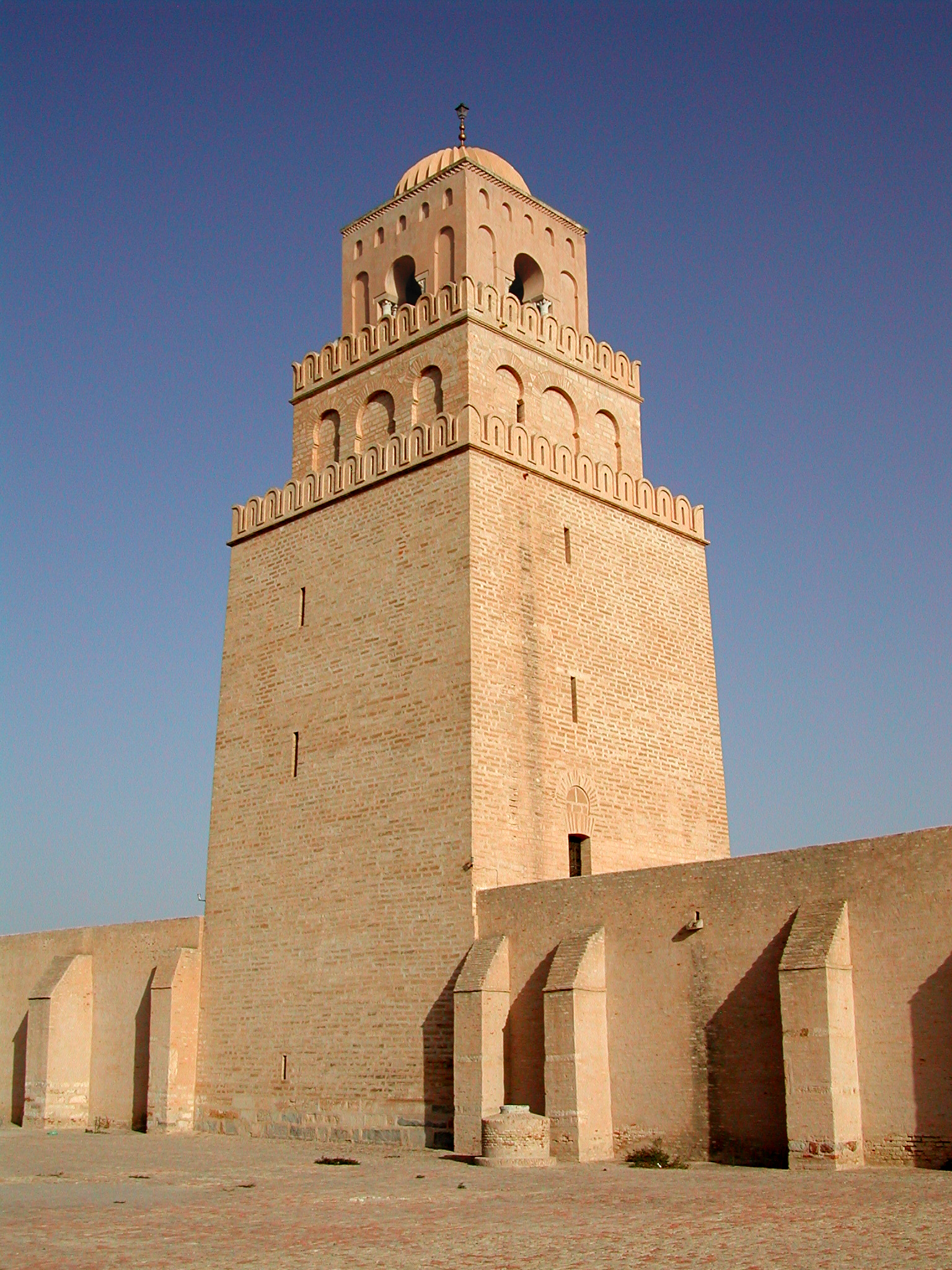
Vierkantig gelaagde minaret (de oudste in zijn bestaan) van de moskee van Uqba (Grote Moskee van Kairouan), Tunesië (836)
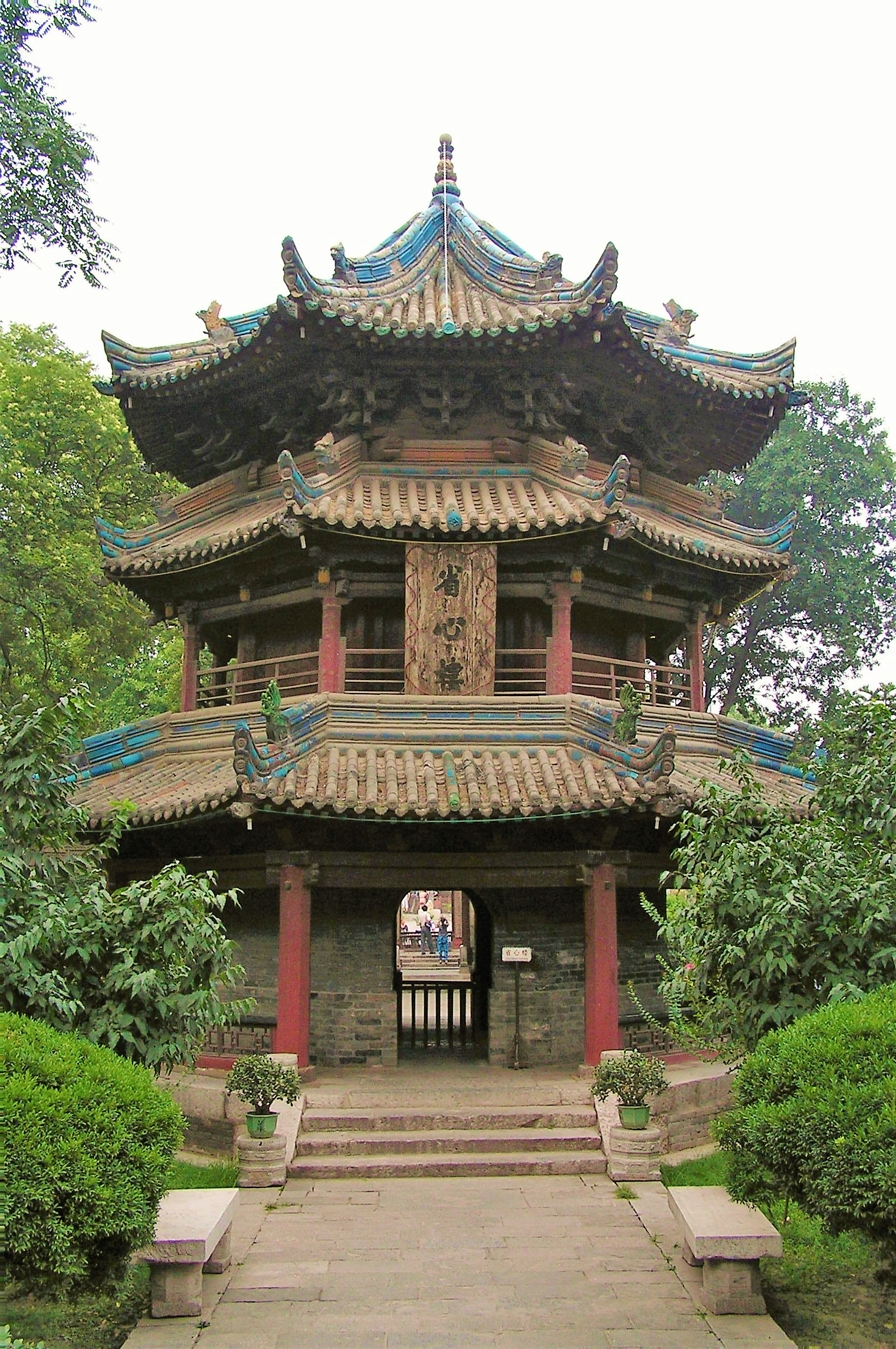
Chinese minaret in Xi'an uit de 18e eeuw.
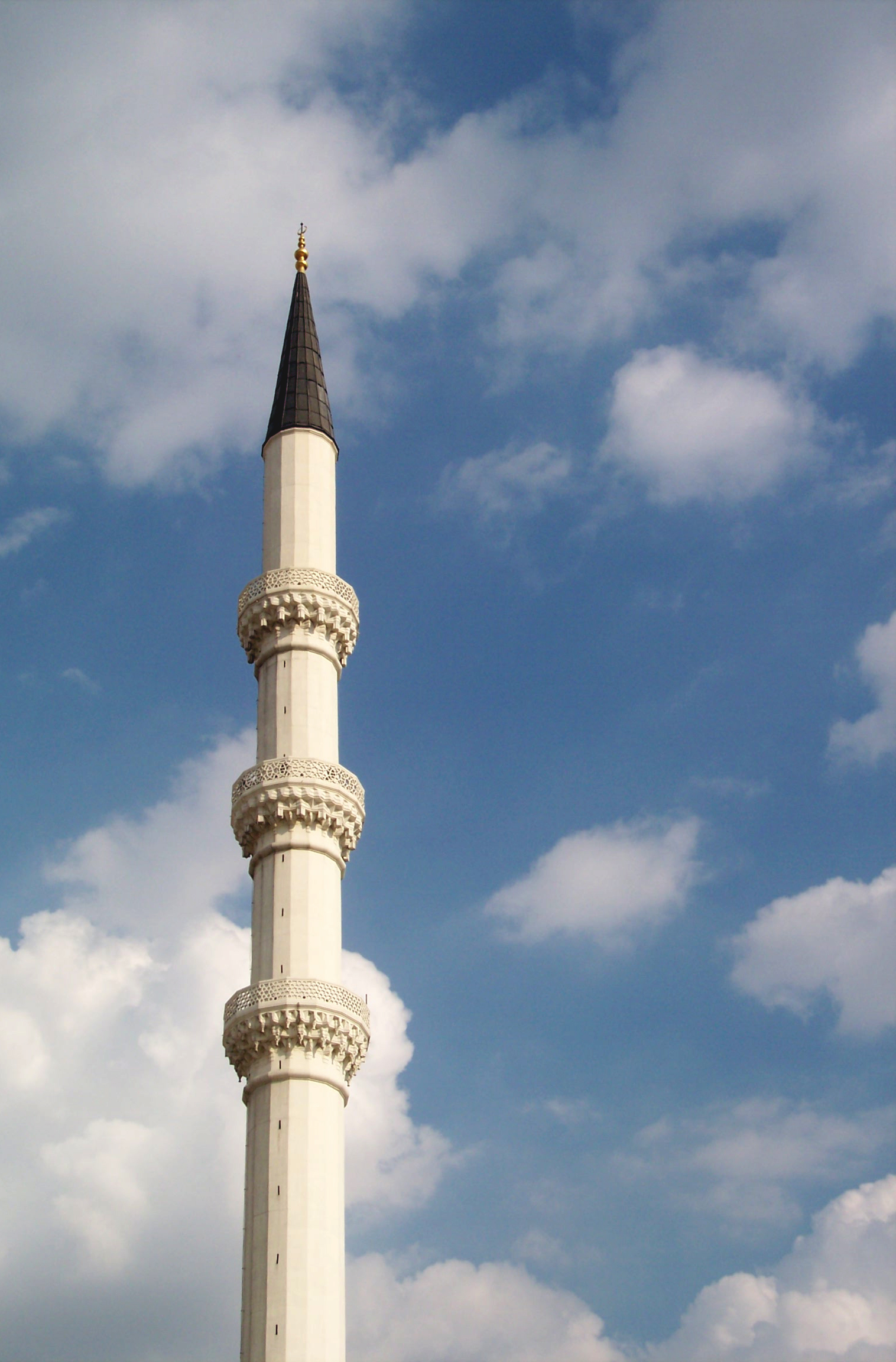
Minaret van Kocatepe-moskee in Ankara
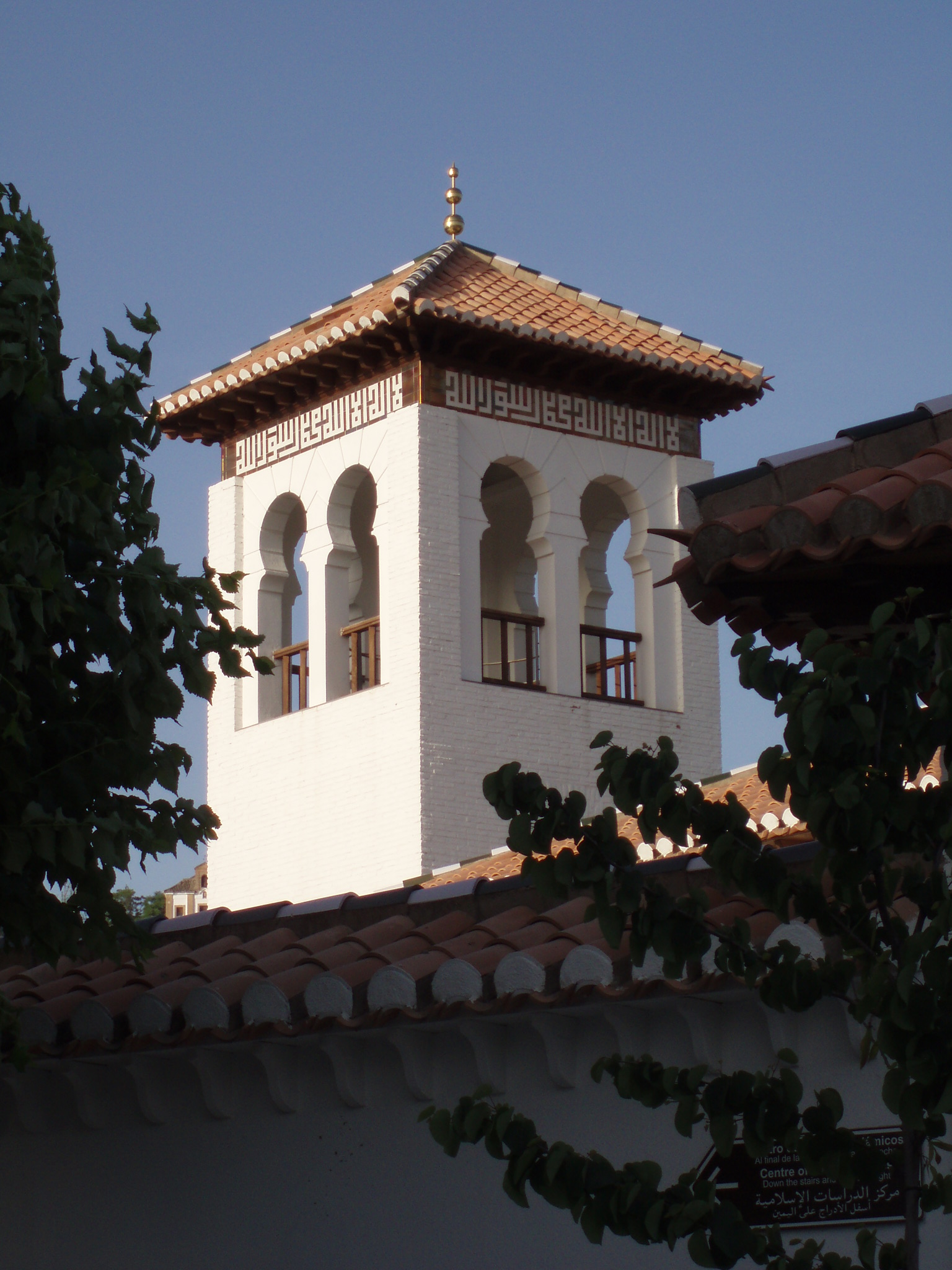
Minaret in het voormalige Al-Andalus, Granada
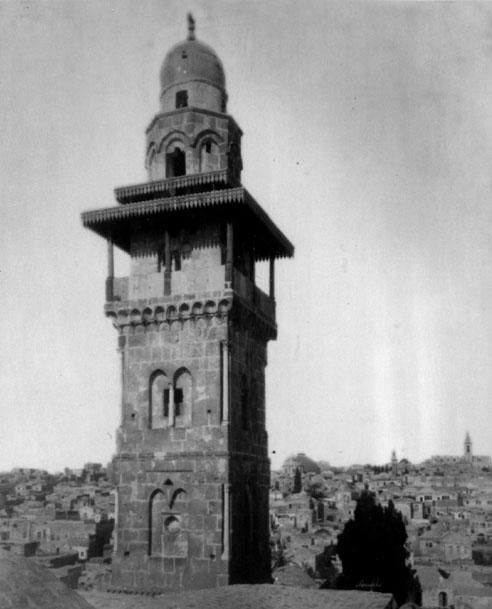
De Ghawanima Minaret, 1900; een van de vier minareten van Al-Aqsa Moskee, Jeruzalem
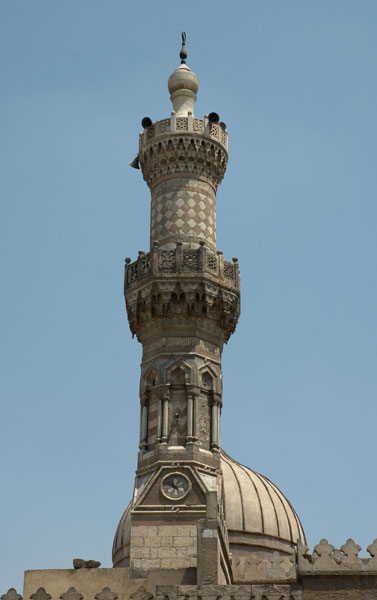
Minaret van de Al-Azhar-moskee in Caïro
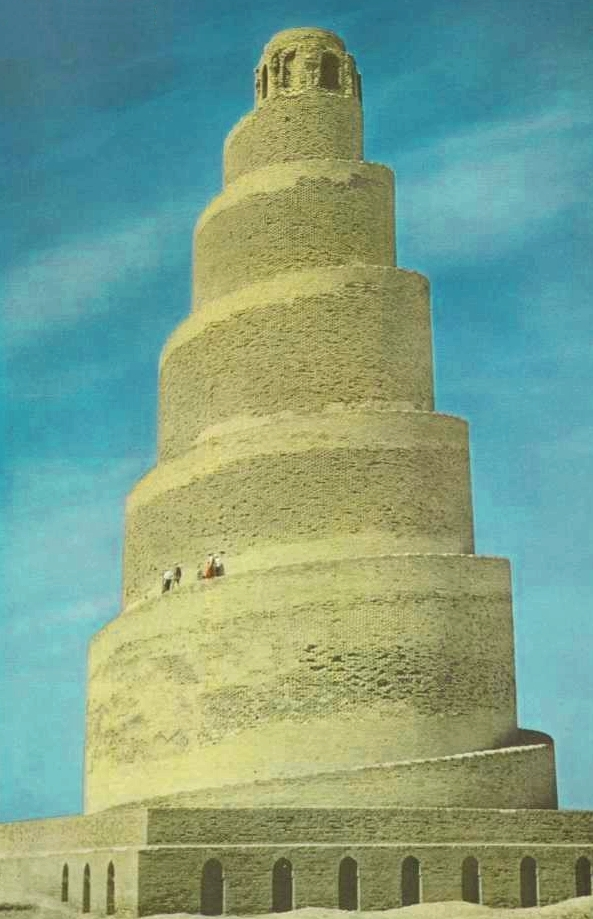
Minaret van de Grote moskee van Samarra
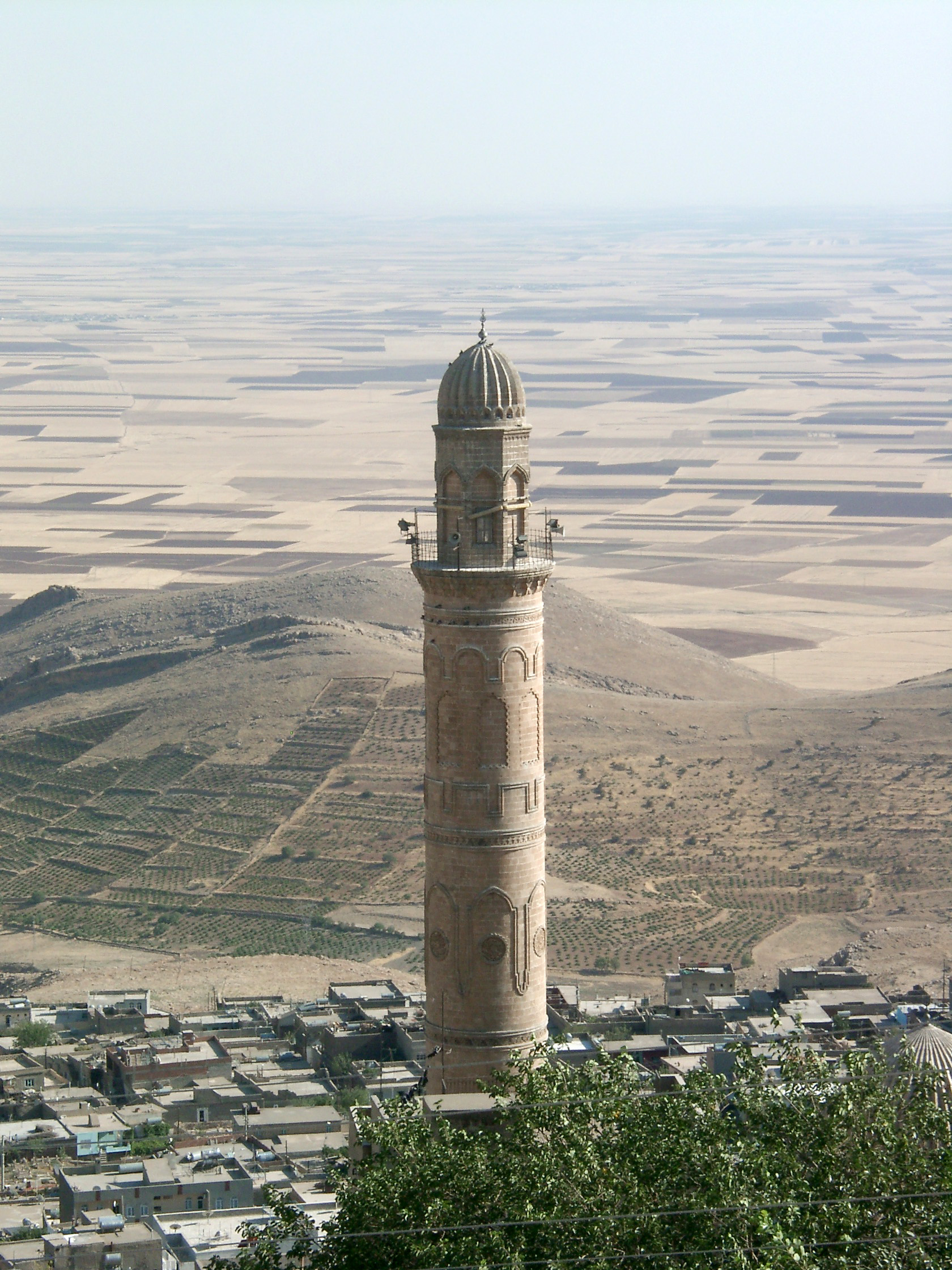
Reyhane-moskee in Mardın
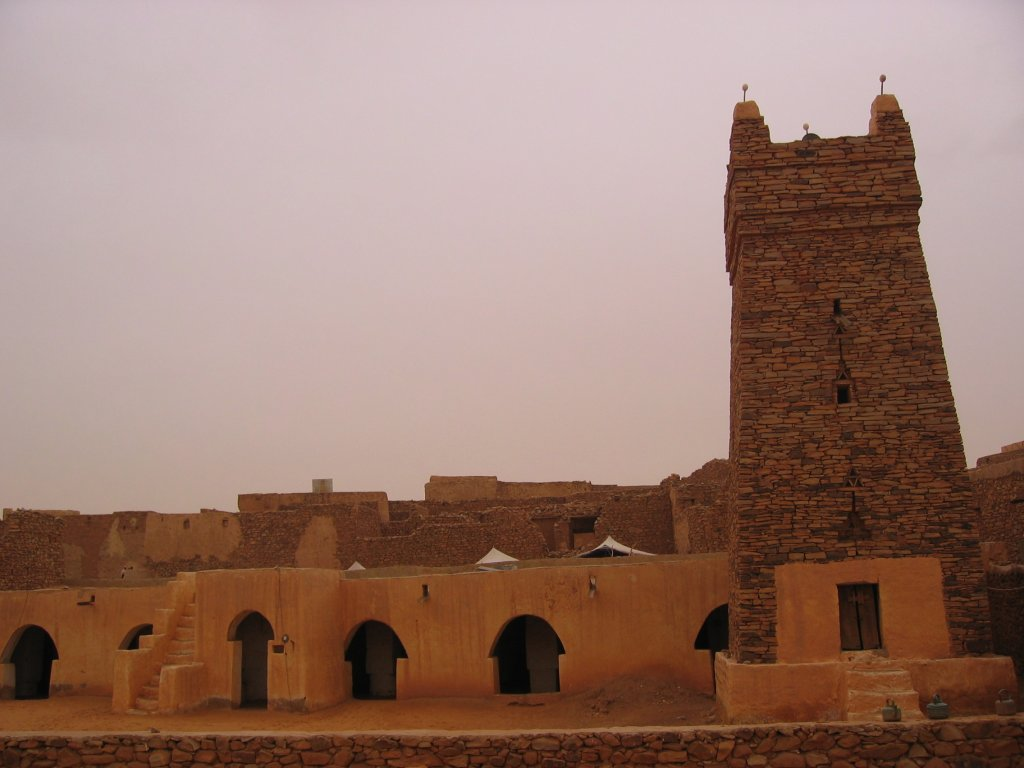
Chinguetti moskee, in Mauritanië
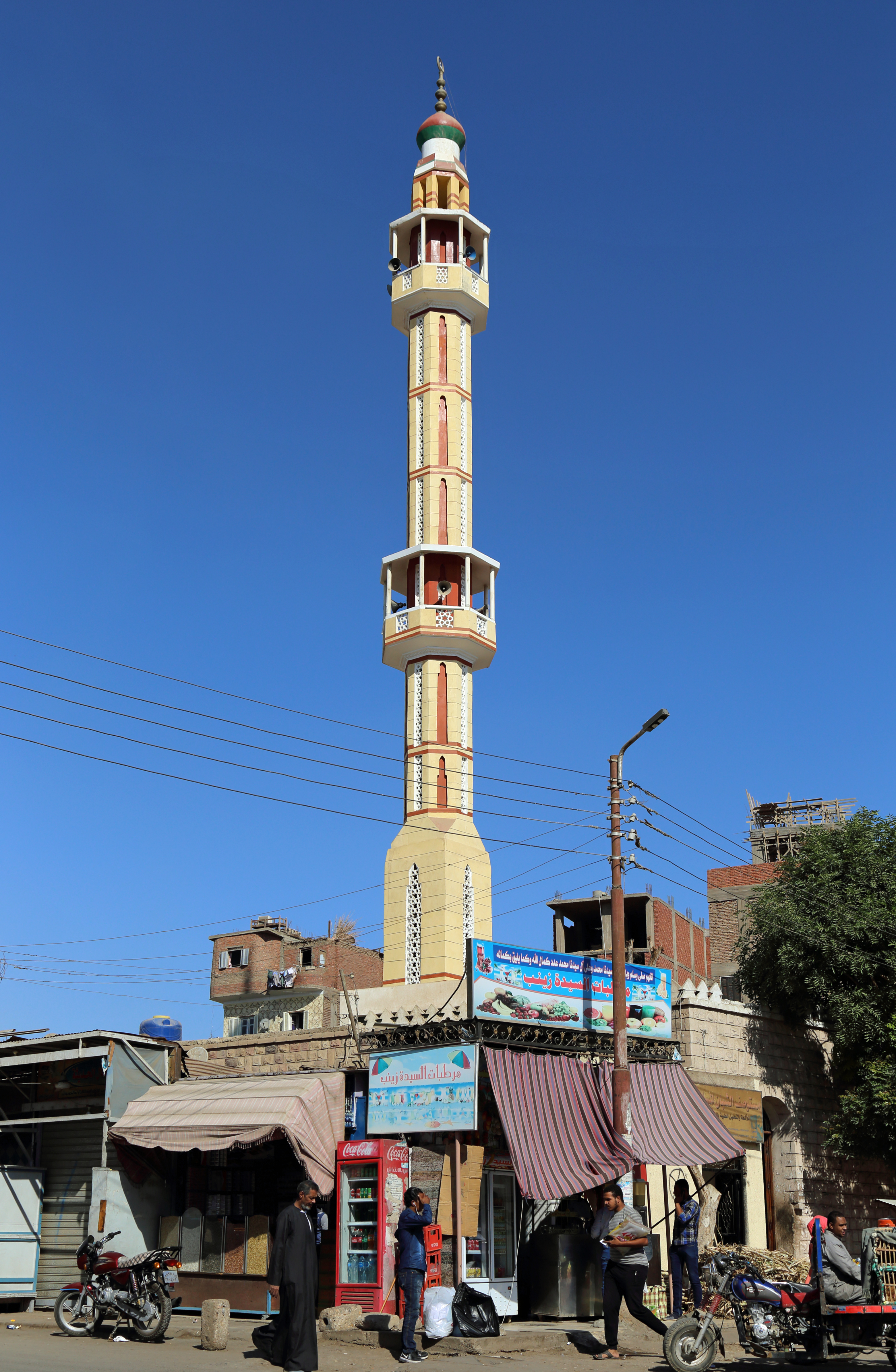
Minaret in Edfu, Egypte
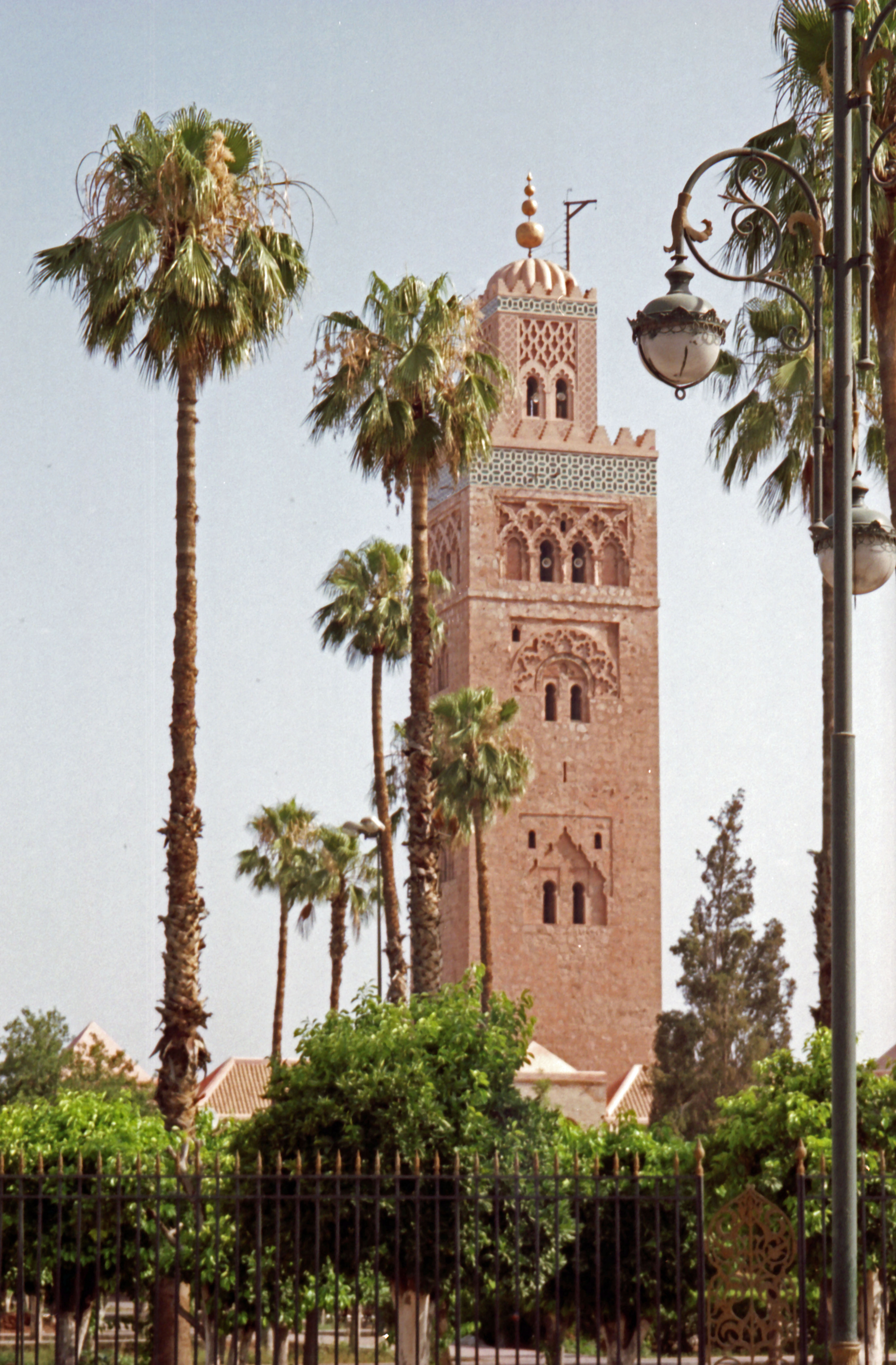
Minaret van de 12de-eeuwse Koutoubia-moskee van Marrakesh in Marokko
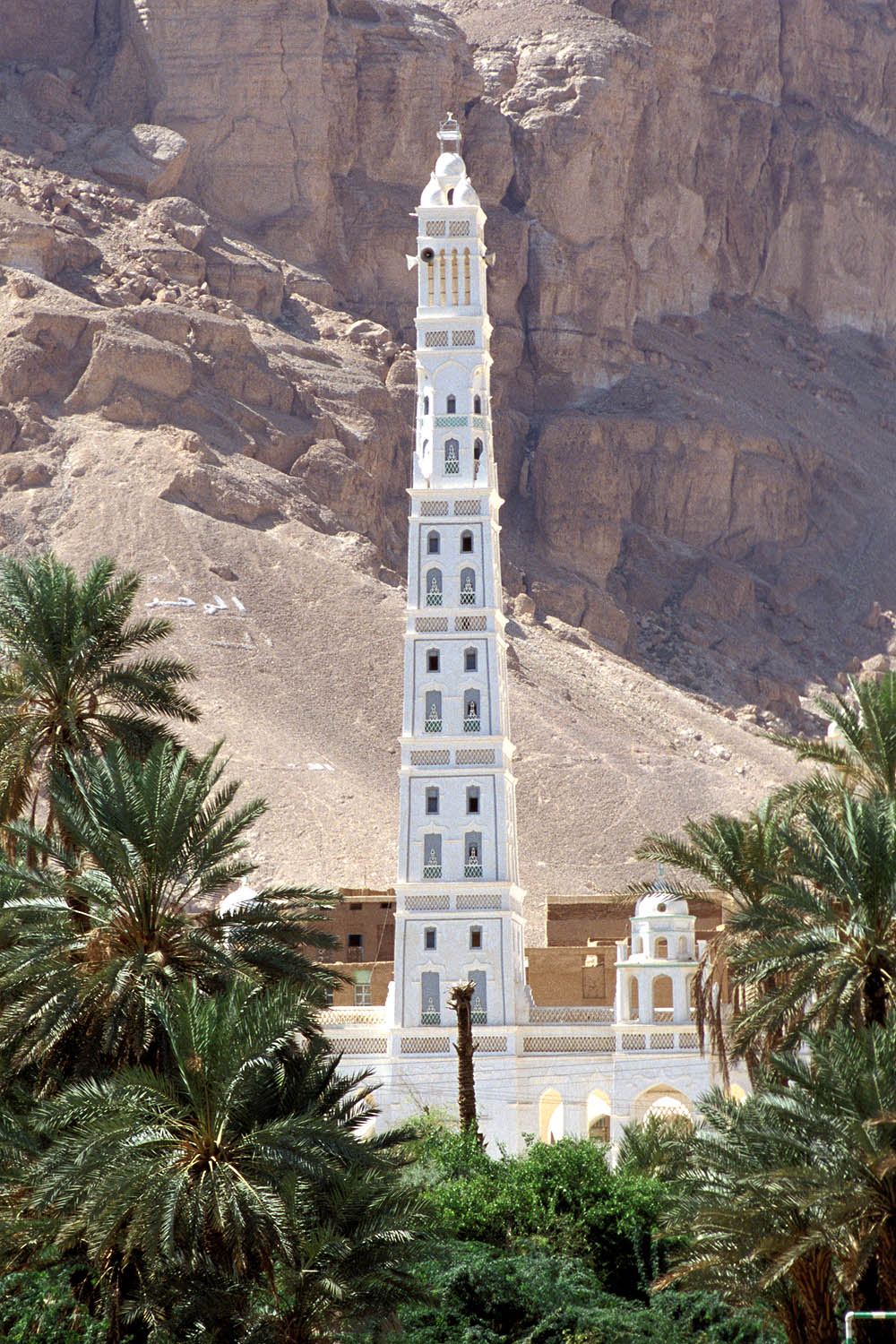
Al Mihdhar Moskeeat in Tarim, Jemen
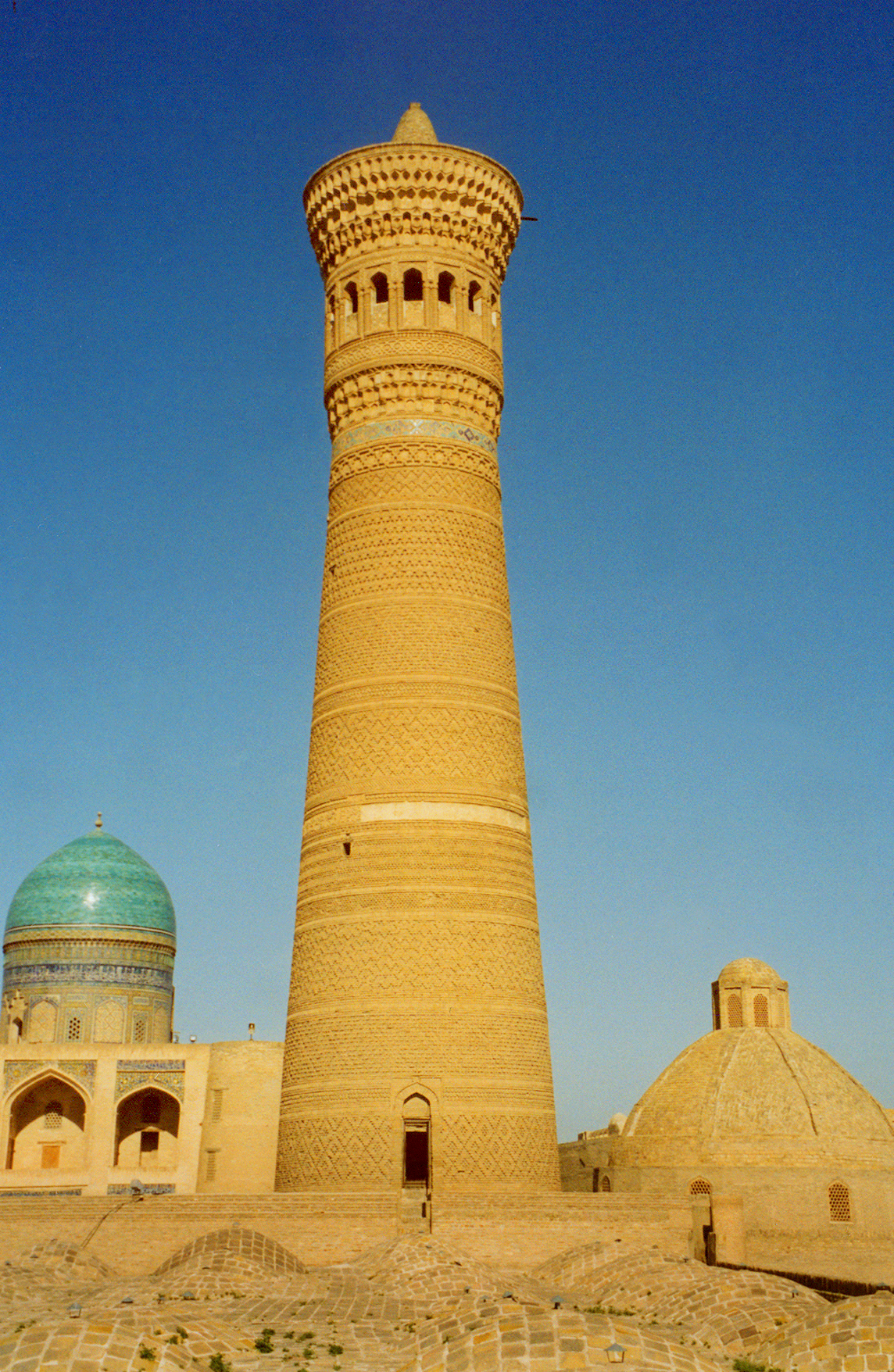
De Po-i-Kalyan minaret in Buchara, Oezbekistan.
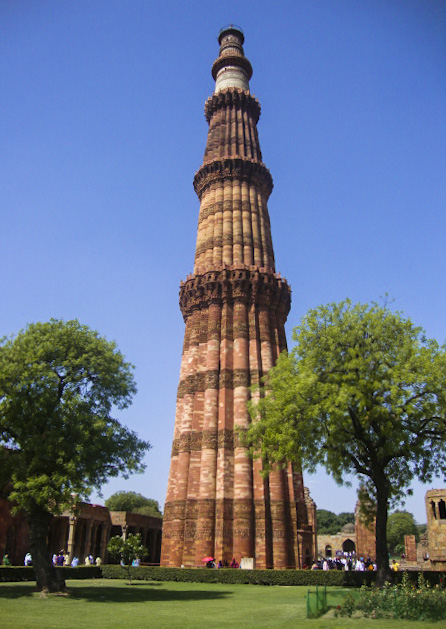
De Qutub Minar in Delhi, India.
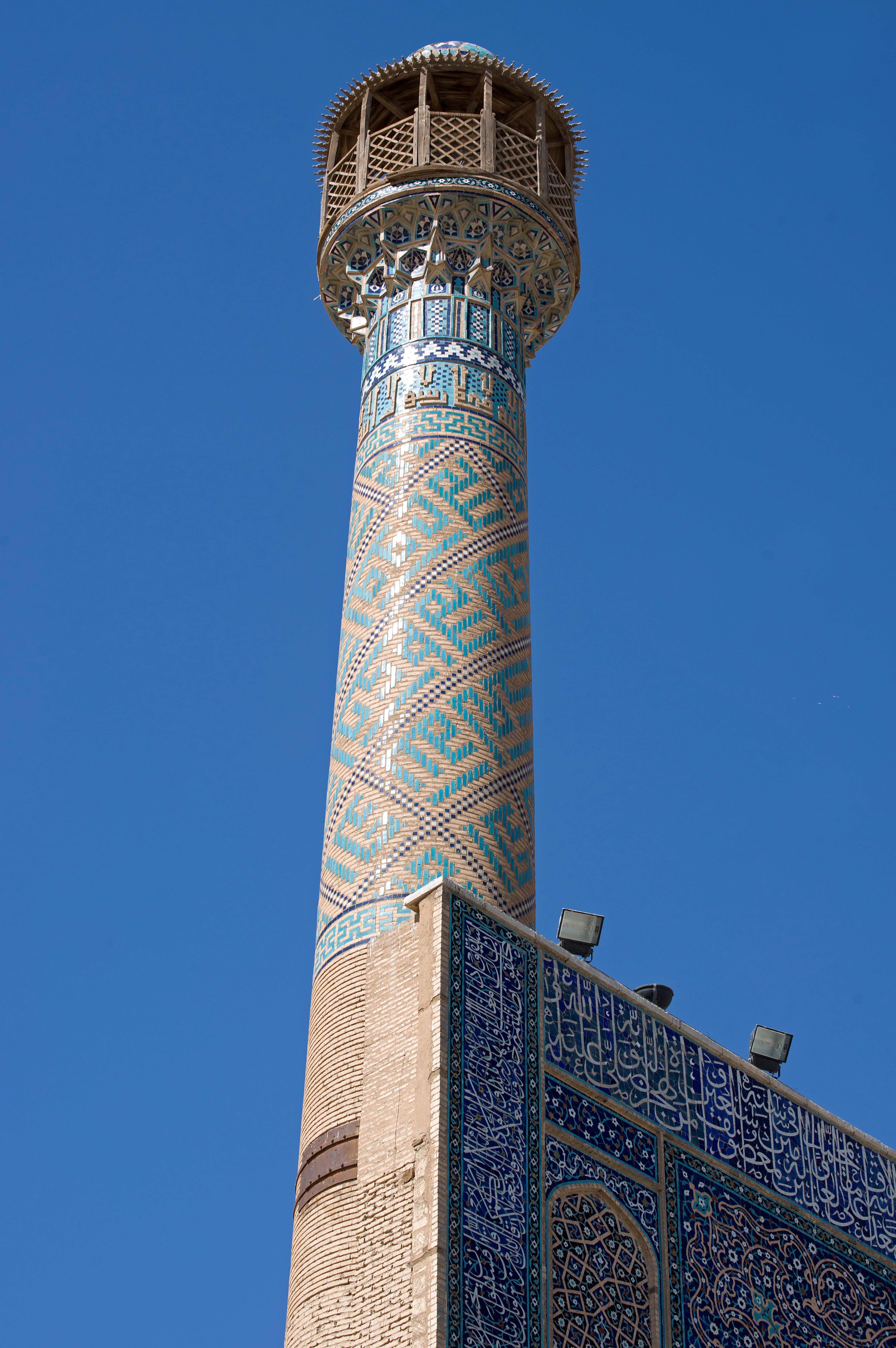
Minaret van de Vrijdagmoskee van Isfahan in Isfahan, Iran.
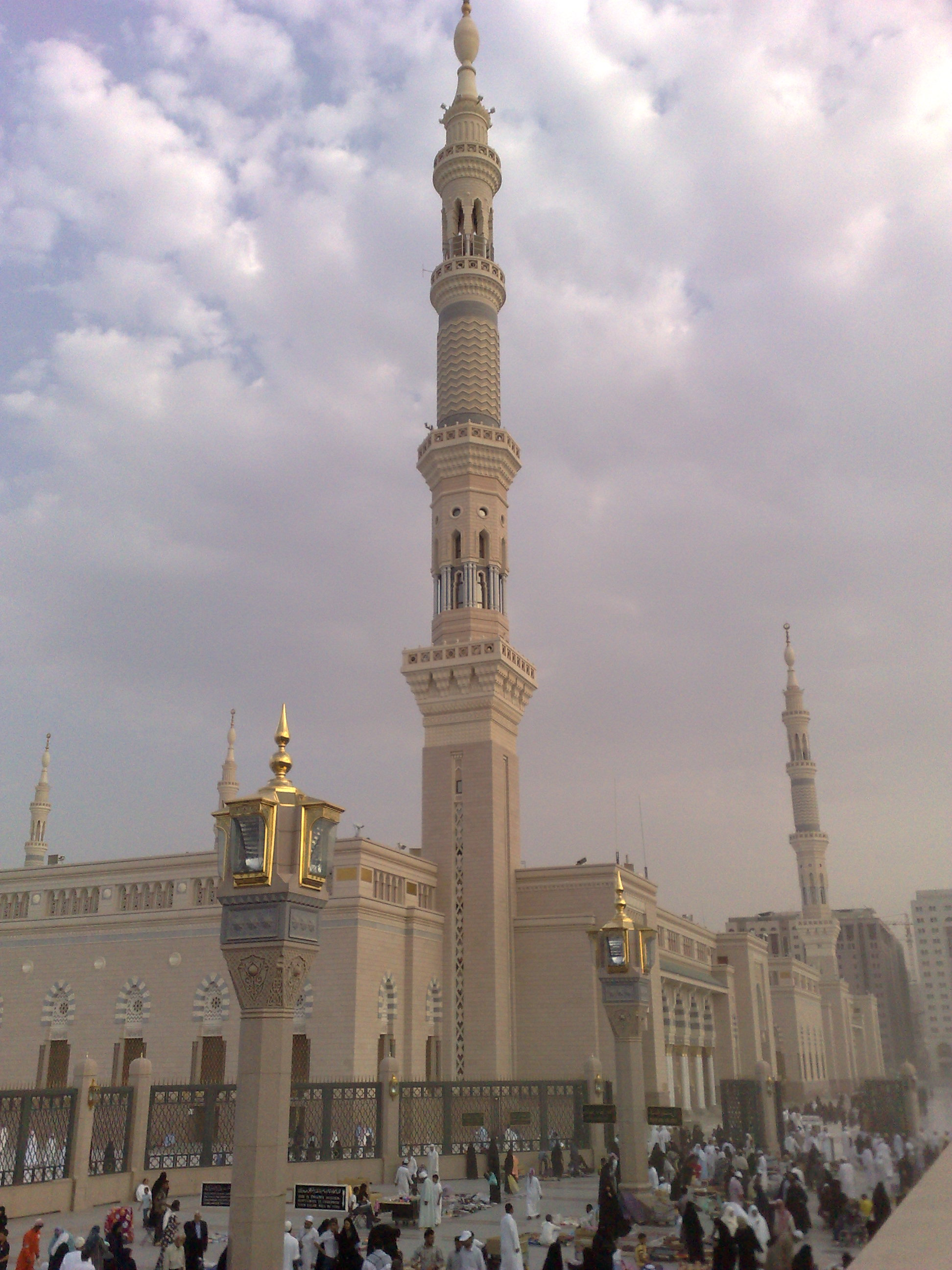
Minaret van de Moskee van de Profeet in Medina, Saoedi-Arabië.
Minaret van de Agadez Moskee in Niger.